# Tomas Walsh
Tomas „Tom” Walsh (ur. 1 marca 1992 w Timaru) – nowozelandzki lekkoatleta, kulomiot.
W 2009 był szósty na mistrzostwach świata juniorów młodszych w Bressanone. Brązowy medalista halowych mistrzostw świata (2014). W tym samym roku zdobył srebrny medal igrzysk Wspólnoty Narodów w Glasgow. W 2015 zajął czwarte miejsce na mistrzostwach świata w Pekinie, ustanawiając nowy rekord Australii i Oceanii (21,58 m). W marcu 2016 stanął na najwyższym stopniu podium halowych mistrzostw świata, doprowadzając ówczesny rekord kontynentu do stanu 21,78 m. Brązowy medalista olimpijski z Rio de Janeiro (2016). Srebrny (2017) i brązowy (2019) medalista mistrzostw świata. W 2021 zdobył swój drugi brązowy medal igrzysk olimpijskich.
Wielokrotny medalista mistrzostw Nowej Zelandii (również w rzucie dyskiem).

## Osiągnięcia
| Rok  | Impreza                               | Miejsce        | Konkurencja    | Lokata            | Wynik |
| ---- | ------------------------------------- | -------------- | -------------- | ----------------- | ----- |
| 2009 | Mistrzostwa świata juniorów młodszych | Bressanone     | pchnięcie kulą | 6. miejsce        | 19,60 |
| 2009 | Mistrzostwa świata juniorów młodszych | Bressanone     | rzut dyskiem   | el. – 31. miejsce | 48,83 |
| 2010 | Mistrzostwa świata juniorów           | Moncton        | pchnięcie kulą | el. – 16. miejsce | 17,92 |
| 2014 | Halowe mistrzostwa świata             | Sopot          | pchnięcie kulą | 3. miejsce        | 21,26 |
| 2014 | Igrzyska Wspólnoty Narodów            | Glasgow        | pchnięcie kulą | 2. miejsce        | 21,19 |
| 2014 | Puchar interkontynentalny             | Marrakesz      | pchnięcie kulą | 4. miejsce        | 20,70 |
| 2015 | Mistrzostwa świata                    | Pekin          | pchnięcie kulą | 4. miejsce        | 21,58 |
| 2016 | Halowe mistrzostwa świata             | Portland       | pchnięcie kulą | 1. miejsce        | 21,78 |
| 2016 | Igrzyska olimpijskie                  | Rio de Janeiro | pchnięcie kulą | 3. miejsce        | 21,36 |
| 2017 | Mistrzostwa świata                    | Londyn         | pchnięcie kulą | 1. miejsce        | 22,03 |
| 2018 | Halowe mistrzostwa świata             | Birmingham     | pchnięcie kulą | 1. miejsce        | 22,31 |
| 2018 | Igrzyska Wspólnoty Narodów            | Gold Coast     | pchnięcie kulą | 1. miejsce        | 21,41 |
| 2018 | Puchar interkontynentalny             | Ostrawa        | pchnięcie kulą | 2. miejsce        | 21,43 |
| 2019 | Mistrzostwa świata                    | Doha           | pchnięcie kulą | 3. miejsce        | 22,90 |
| 2021 | Igrzyska olimpijskie                  | Tokio          | pchnięcie kulą | 3. miejsce        | 22,47 |
| 2022 | Halowe mistrzostwa świata             | Belgrad        | pchnięcie kulą | 3. miejsce        | 22,31 |
| 2022 | Mistrzostwa świata                    | Eugene         | pchnięcie kulą | 4. miejsce        | 22,08 |
| 2022 | Igrzyska Wspólnoty Narodów            | Birmingham     | pchnięcie kulą | 1. miejsce        | 22,26 |
| 2023 | Mistrzostwa świata                    | Budapeszt      | pchnięcie kulą | 4. miejsce        | 22,05 |
| 2024 | Halowe mistrzostwa świata             | Glasgow        | pchnięcie kulą | 2. miejsce        | 22,07 |
| 2024 | Igrzyska olimpijskie                  | Paryż          | pchnięcie kulą | –                 | NM    |
| 2025 | Halowe mistrzostwa świata             | Nankin         | pchnięcie kulą | 1. miejsce        | 21,65 |

## Rekordy życiowe
Stadion
- pchnięcie kulą – 22,90 m (5 października 2019, Doha) – rekord Australii i Oceanii, 7. wynik w historii światowej lekkoatletyki
- pchnięcie kulą (6 kg) – 20,56 m (2 lipca 2011, Mannheim)
- pchnięcie kulą (5 kg) – 20,21 m (9 grudnia 2009, Timaru)
- rzut dyskiem – 53,58 m (22 lutego 2014, Christchurch)
- rzut dyskiem (1,750 kg) – 52,15 m (11 marca 2011, Sydney)
- rzut dyskiem (1,500 kg) – 53,63 m (27 marca 2009, Wellington)

Hala
- pchnięcie kulą – 22,31 m (3 marca 2018, Birmingham i 19 marca 2022, Belgrad) – halowy rekord Australii i Oceanii, 6. wynik w historii światowej lekkoatletyki